# إرلينغ دايسن
إرلينغ دايسن هو مهندس نرويجي، ولد في 6 يوليو 1932 في مودوم في النرويج.